# 1989 w grach komputerowych

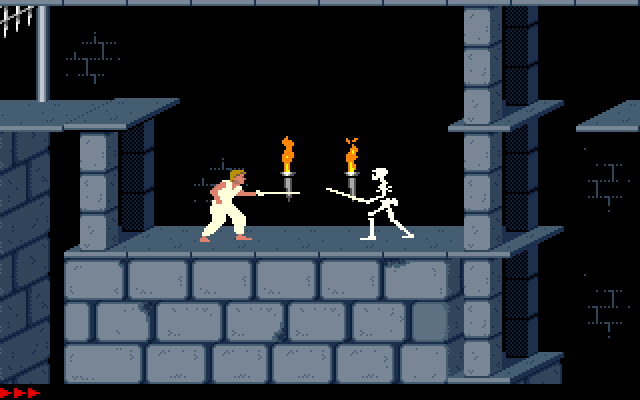
Gra Prince of Persia

Artykuł opisuje ważne wydarzenia w 1989 roku w branży gier komputerowych. Zobacz też: historia gier komputerowych.

## Wydane gry
- 21 kwietnia – Super Mario Land (PC)
- brak dokładnej daty – SimCity (PC)
- 3 października – Prince of Persia (PC)
- brak dokładnej daty – Indiana Jones and the Last Crusade: The Graphic Adventure (PC)
- brak dokładnej daty – Tetris (GB)
- dokładna data wydania nieznana – Creative Reality